# 張文炳 (台灣運動員)
張文炳（1949年11月17日—2020年9月16日），台灣台南市人，前台灣撞球運動選手兼教練，曾任中華民國撞球運動協會副理事長，外號「撞球博士」，從選手生涯退役後，曾多次於緯來體育台、ESPN衛視體育台等體育頻道擔任撞球比賽的講評。
在早期的撞球歷史研究中，曾提及司諾克在台灣因營業場所管理政策而被省運會一度剔除於比賽項目的問題點。
較著名者則是楊清順委託張文炳訂購美國South West球桿，在1996年拿下大阪公開賽冠軍的事蹟。
2020年9月16日因心肌梗塞過世，同年10月9日於台中殯儀館舉辦公祭。

## 相關人物
- 趙豐邦
- 張明雄
- 羅穗

## 資料來源
1. 1 2  中華民國撞球總會創辦人凃永輝的訃聞照片
2. ↑  劉忠杰. . 台灣蘋果日報. 2004-12-16  [2021-12-31]. （原始内容存档于2021-12-30）.
3. ↑   (PDF). 正修科技大學體育室.   [2021-12-31]. （原始内容存档 (PDF)于2021-12-30）.
4. ↑  許明禮. . 體育新聞 (自由時報). 2007-03-10: B10  [2021-12-31]. （原始内容存档于2021-12-30）.